# Gardner River
Der Gardner River (auch: Gardiner River) ist ein linker Nebenfluss des Yellowstone River in den US-Bundesstaaten Wyoming und Montana mit einer Länge von 46 km. Er fließt auf seiner gesamten Länge durch den Yellowstone-Nationalpark.

## Verlauf

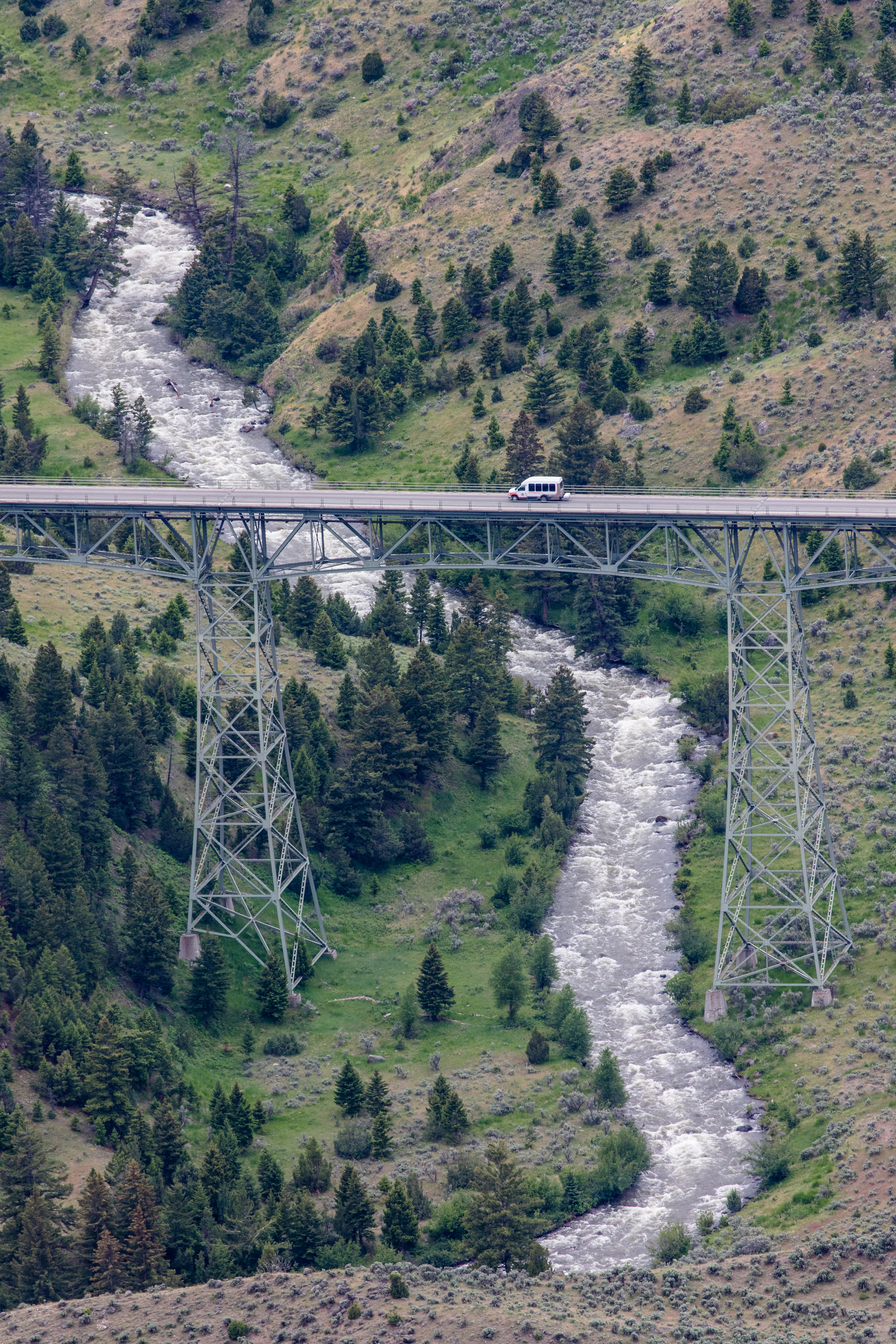
Der Gardner River beim Unterqueren der Gardner River Bridge

Der Gardner River entspringt an der Ostflanke des Joseph Peak in der südlichen Gallatin Range, im Nordwesten des Yellowstone-Nationalparks im Bundesstaat Wyoming auf einer Höhe von etwa 2930 m. Er fließt zunächst nach Nordosten, wendet sich südlich des Electric Peak nach Südosten und mäandert durch das subalpine Hochplateau Gardner's Hole, wo unter anderem der Fawn Creek hinzufließt. Nach Zusammenfluss mit dem Obsidian Creek fließt der Gardner River nach Norden, passiert die Sheepeater Cliffs und fällt östlich des Bunsen Peak durch den Sheepeater Canyon und über die Wasserfälle Tukuarika Falls und Osprey Falls steil hinab. Nach Zusammenfluss mit dem aus dem Golden Gate Canyon kommenden Glen Creek unterquert er die von der Grand Loop Road überquerte Gardner River Bridge und fließt mit dem Lava Creek zusammen, der von rechts aus dem Lava Creek Canyon kommend hinzufließt. Der Gardner River fließt östlich von Mammoth Hot Springs und westlich des Mount Everts parallel zur North Entrance Road (U.S. Highway 89) nach Norden, passiert die Grenze zum Bundesstaat Montana sowie den 45. Breitengrad und ist in diesem Bereich aufgrund einiger heißer Quellen auch als Boiling River bekannt. Der Fluss fließt weiter durch den Gardner Canyon nach Norden und mündet nach insgesamt 46 km östlich von Gardiner auf einer Höhe von 1595 m in den hier nach Nordwesten fließenden Yellowstone River.

## Hydrologie
Der Gardner River ist als Nebenfluss des Yellowstone River Teil des Einzugsgebietes des Missouri, der über den Mississippi in den Golf von Mexiko entwässert. Das Einzugsgebiet des Gardner River umfasst ein Areal von etwa 531 km² und grenzt an die Einzugsgebiete von Blacktail Deer Creek und Tower Creek im Osten, Gibbon River und Solfatara Creek im Süden, Maple Creek, Grayling Creek, Gallatin River und Fan Creek im Westen sowie Mulherin Creek und Reese Creek im Norden. Der mittlere Abfluss am Pegel bei Mammoth beträgt 5,97 m³/s, die größten Abflüsse finden sich in den Monaten Mai und Juni.

## Geschichte
Der Gardner River sowie die Stadt Gardiner wurden nach Johnson Gardner benannt, einem Mountain Man aus dem frühen 19. Jahrhundert. In den 1830er Jahren arbeitete er im Nordwesten von Yellowstone und verkaufte Pelze an die American Fur Company. Am 13. September 1869 betrat die Cook-Folsom-Peterson-Expedition die Parkregion und passierte auf ihrem Weg den Yellowstone River hinauf den Gardner River an seiner Mündung. Am 26. August 1870 erreichte die Washburn-Langford-Doane-Expedition die nördliche Grenze des Yellowstone-Nationalparks bei Gardiner und schlug in der Nähe des Zusammenflusses von Gardner und Yellowstone River ihr Lager auf, bevor sie den Gardner River überquerte und dem Yellowstone nach Süden folgte. Beide Expeditionen erforschten den Gardner River nicht und trafen daher auch nicht auf die geothermalen Merkmale der Mammoth Hot Springs. Ferdinand Vandeveer Haydens Expedition im Jahr 1871 erforschte schließlich den Gardner River und beschrieb die Mammoth Hot Springs, das Gebiet selbst wurde jedoch von einem illegalen Konzessionär, Harry R. Hohr, benannt. Die unteren Flusskilometer verlaufen parallel zum North Entrance Road Historic District.

## Angeln
Der Gardner ist Teil der Native Trout Conservation Area, dementsprechend dürfen Angler eine unbegrenzte Anzahl von Bach- und Regenbogenforellen fangen. Andere Fischarten wie die Yellowstone-Cutthroat-Forelle müssen freigelassen werden. Das Angeln auf dem Gardner unterliegt den Fischereivorschriften des Yellowstone-Nationalparks.

## Galerie

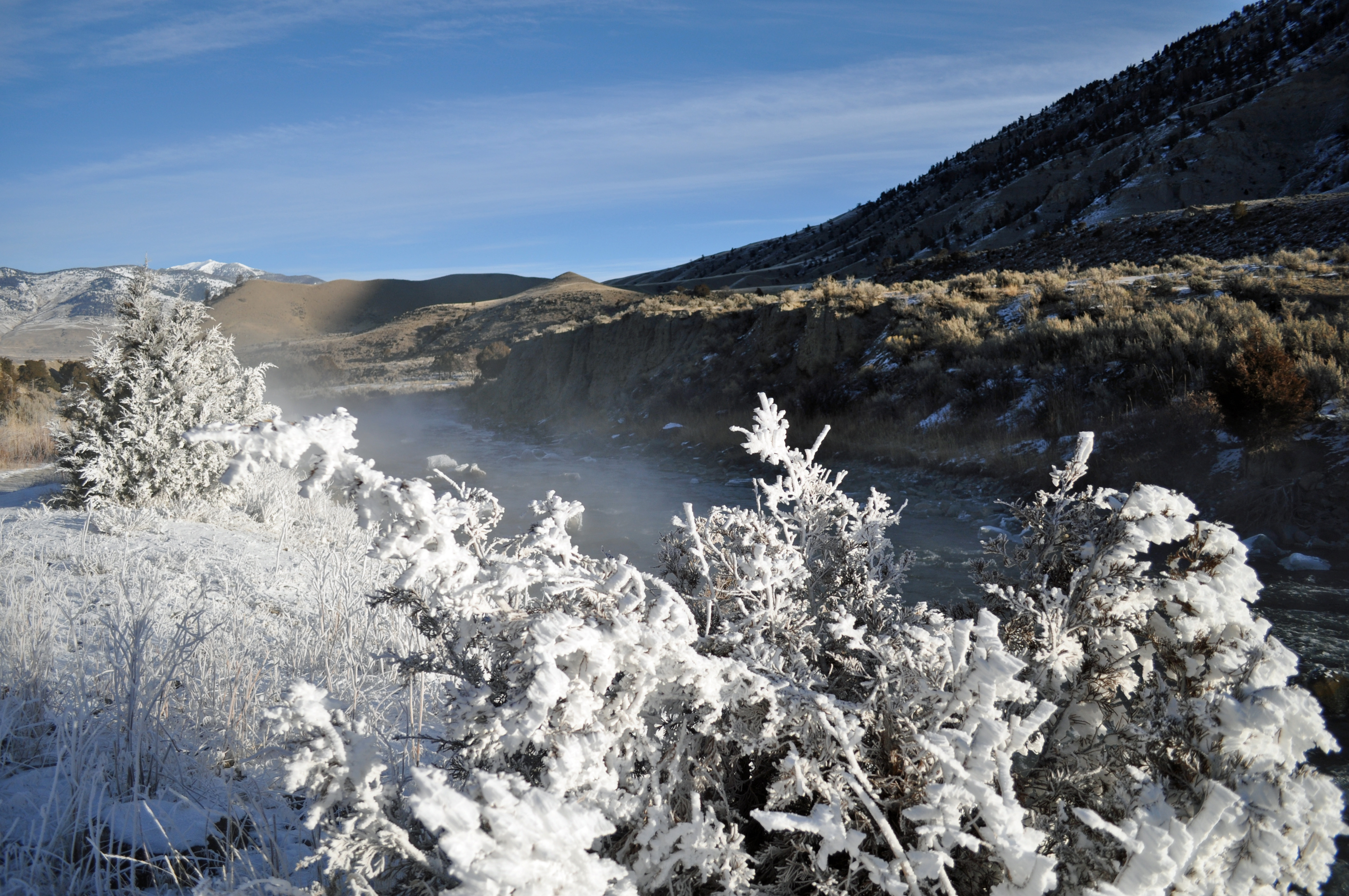
Gardner River, Winter 2009
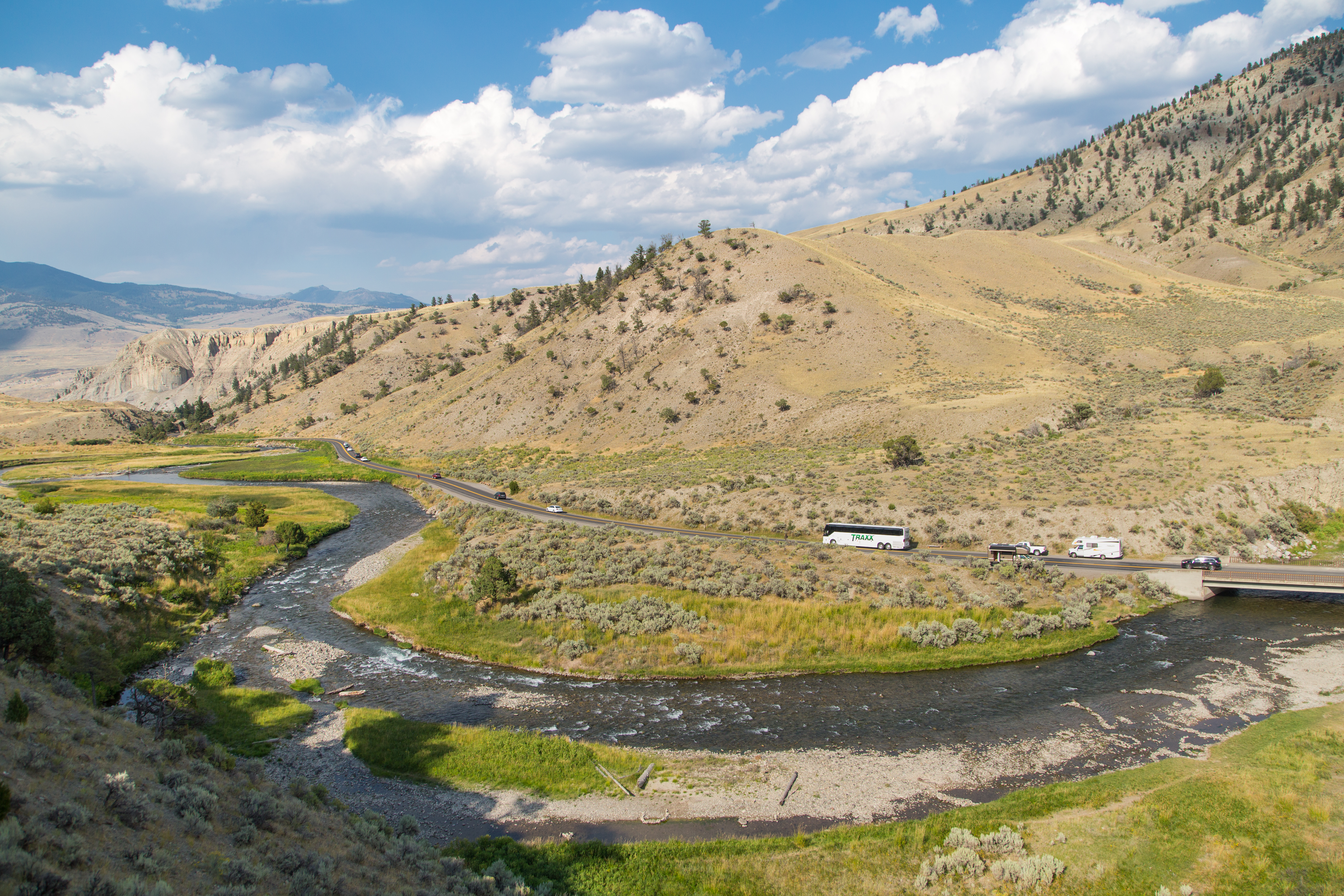
Gardner River mit der North Entrance Road
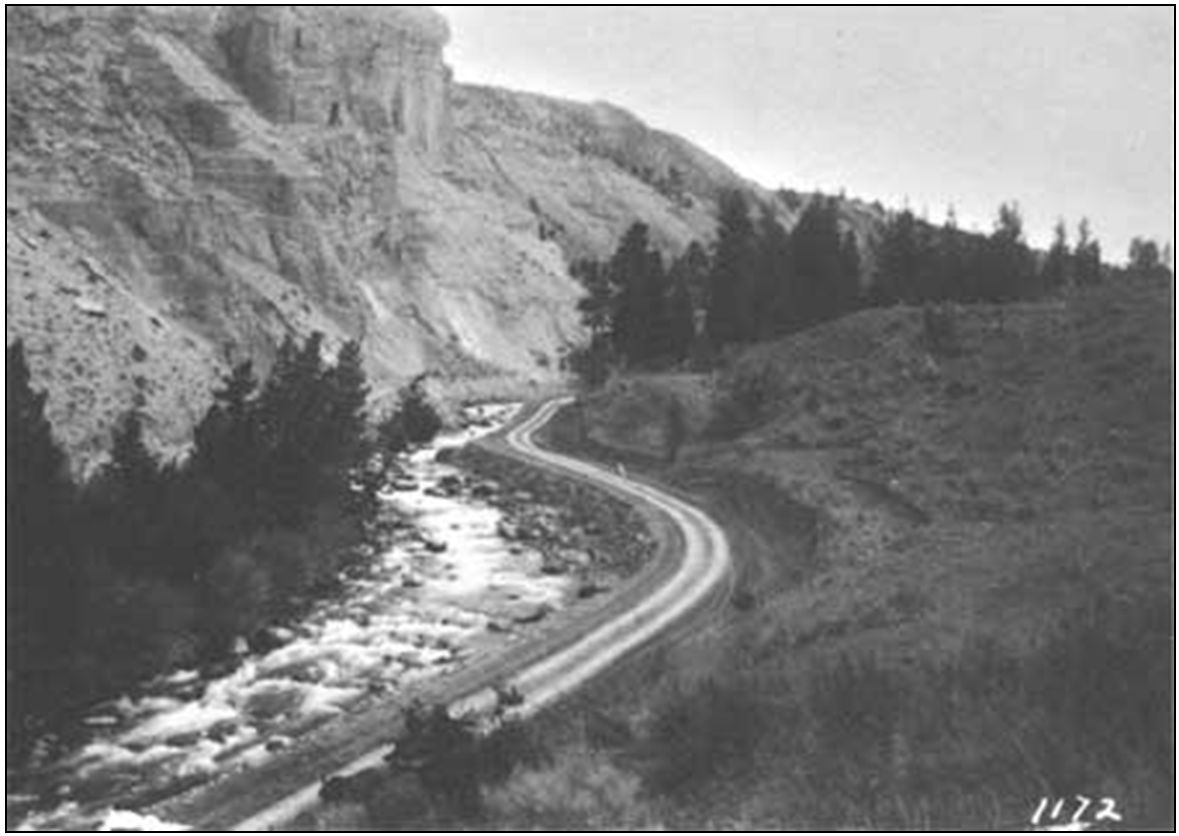
Gardner River Canyon, 1912
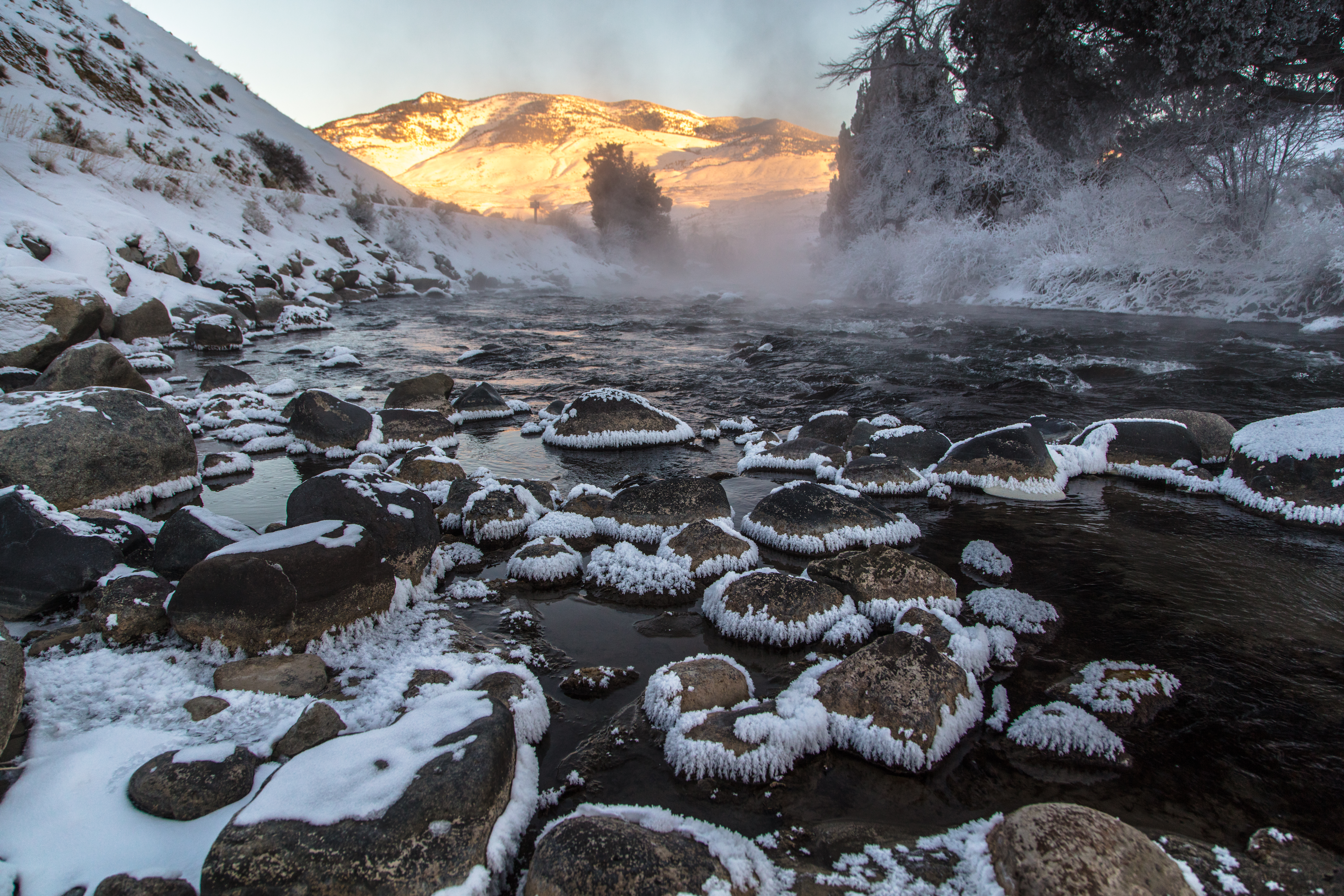
Sonnenaufgang am Gardner River im Winter
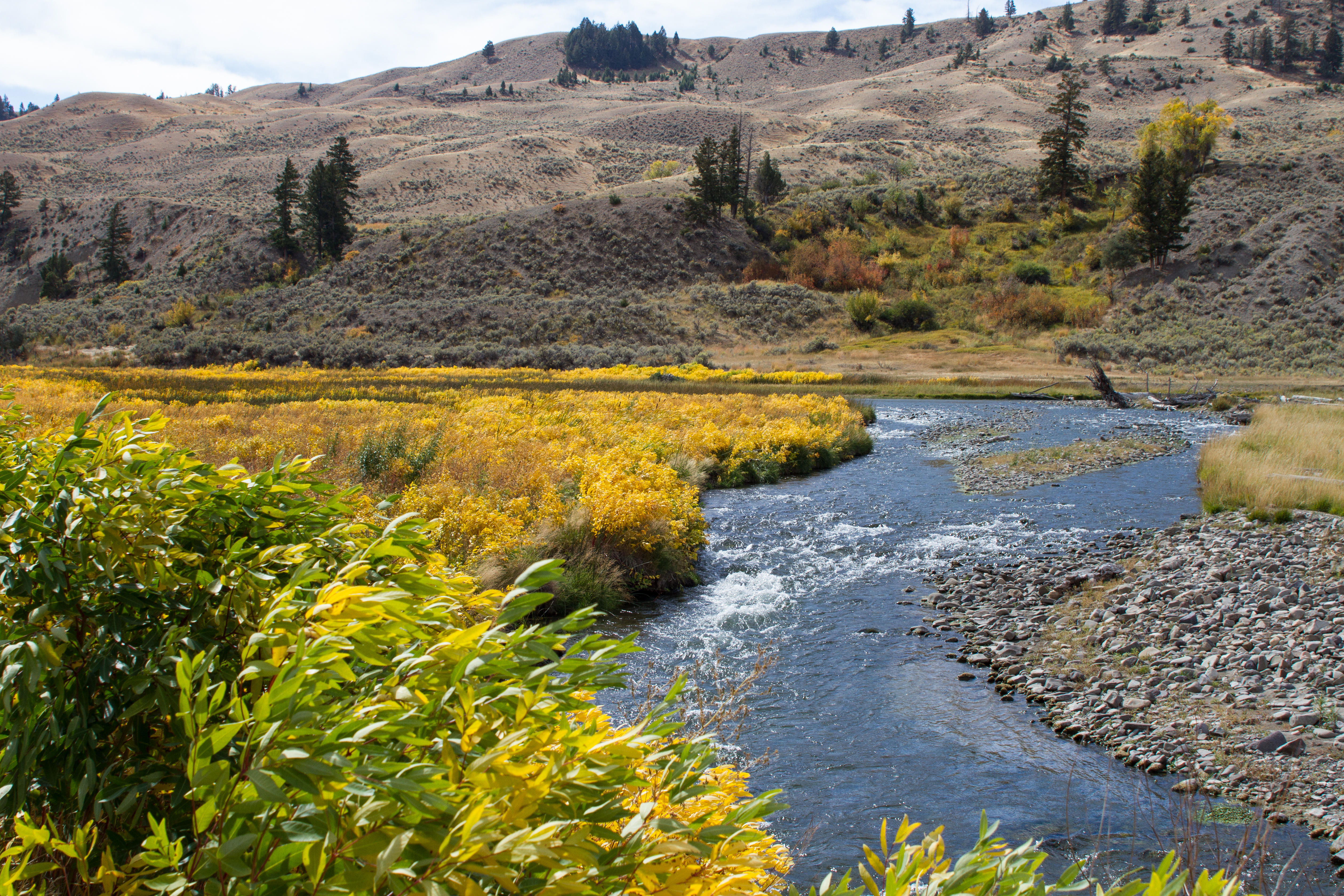
Gardner River im Herbst
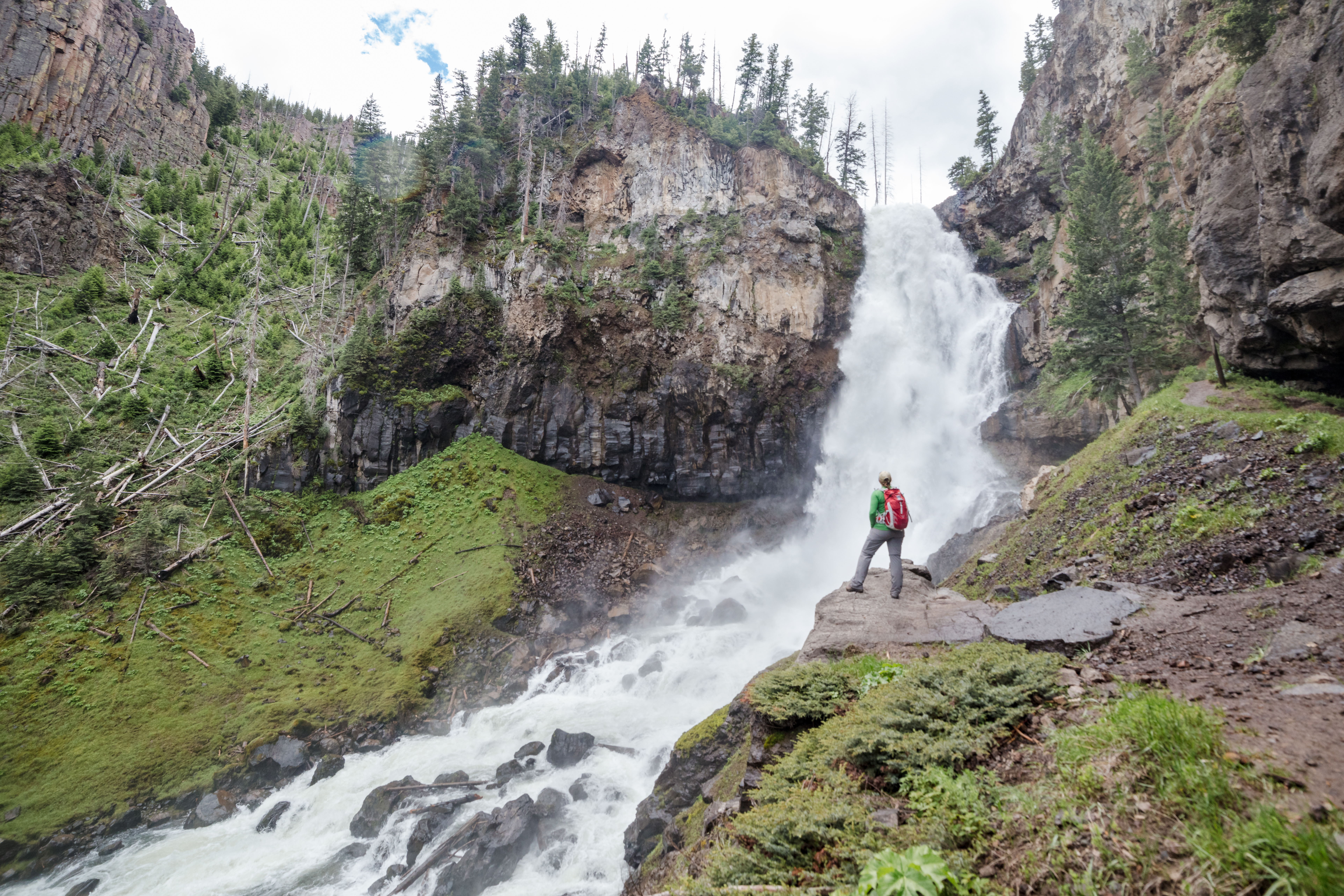
Die Osprey Falls am Gardner River
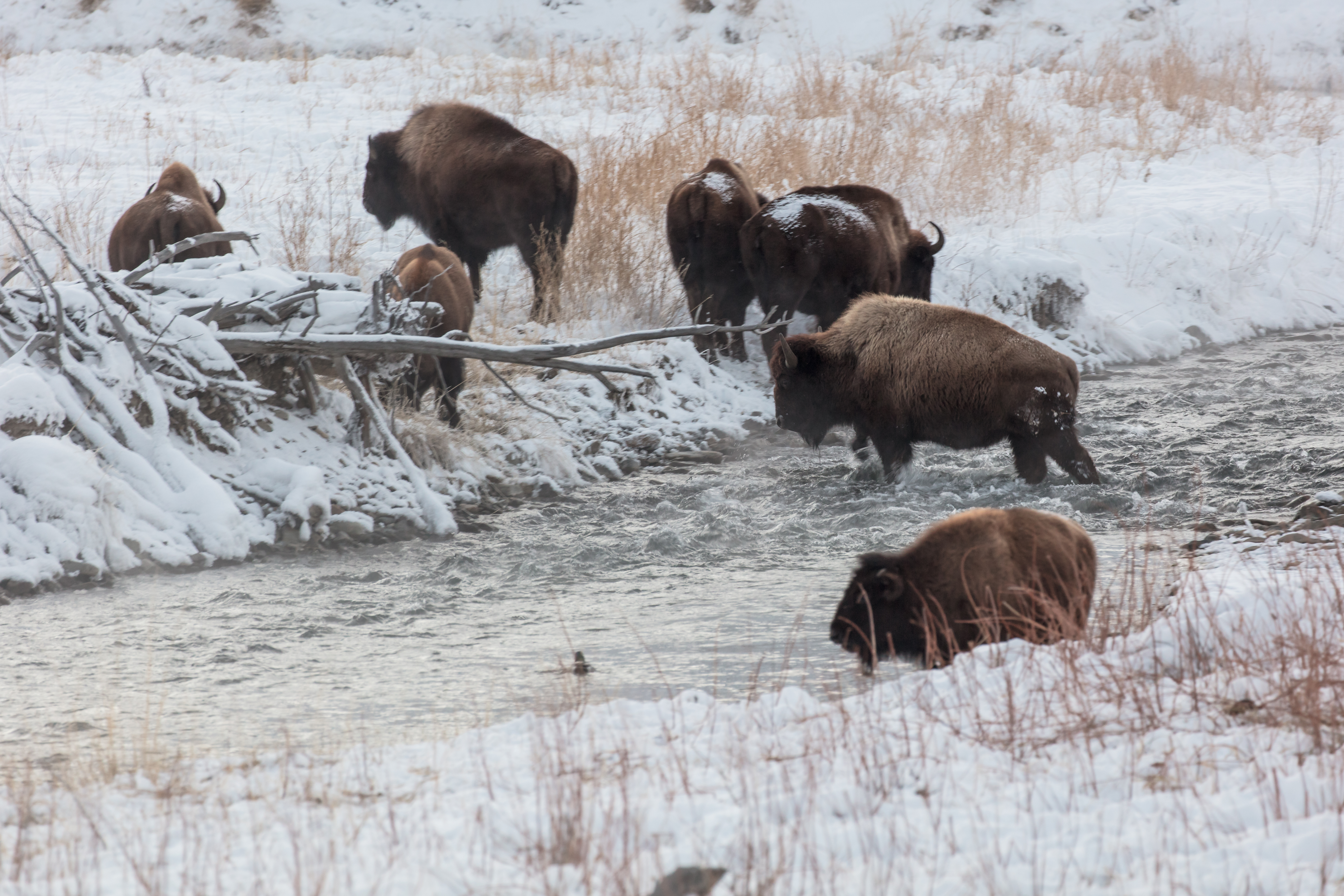
Bisons beim Überqueren des Flusses
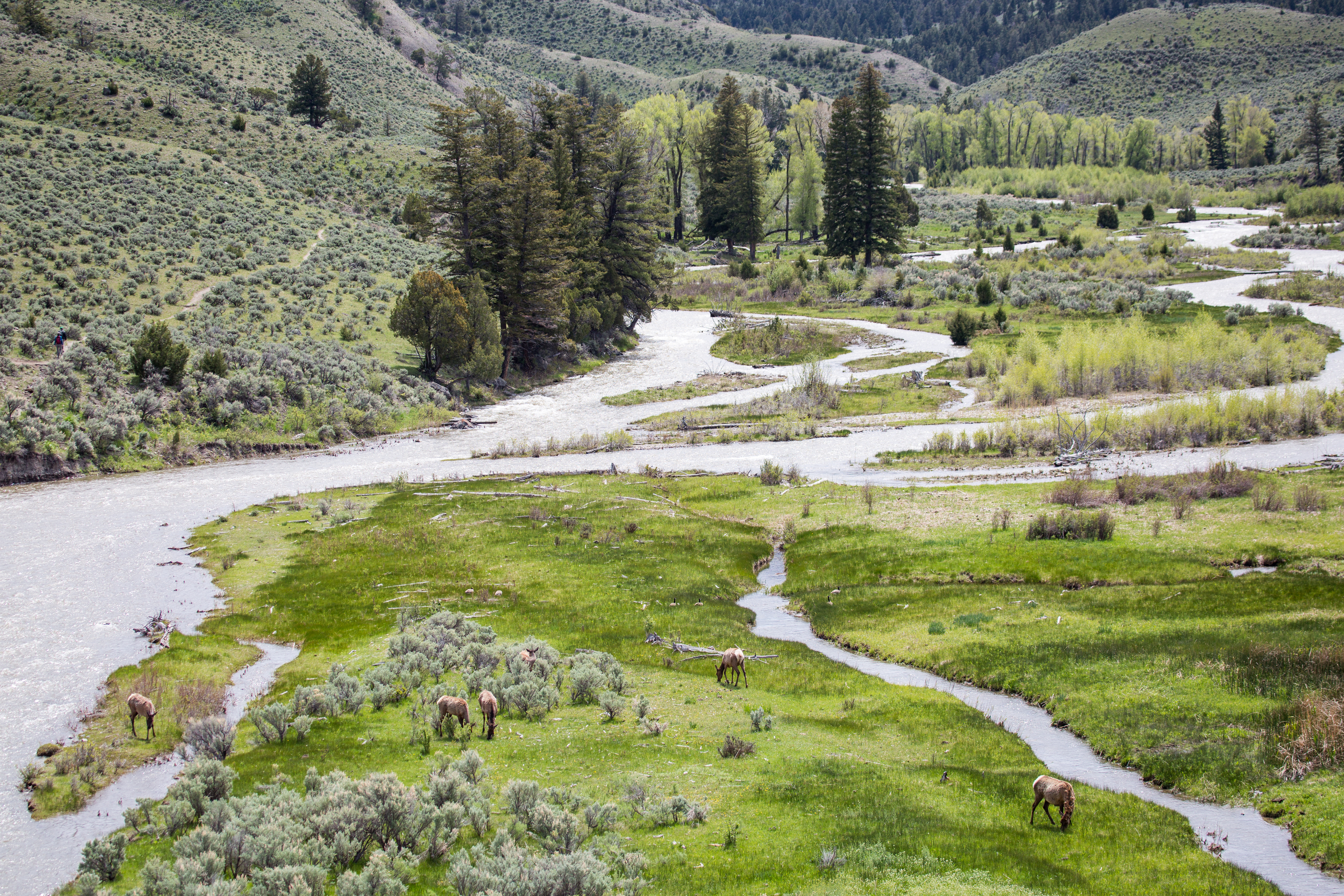
Hirsche am Gardner River
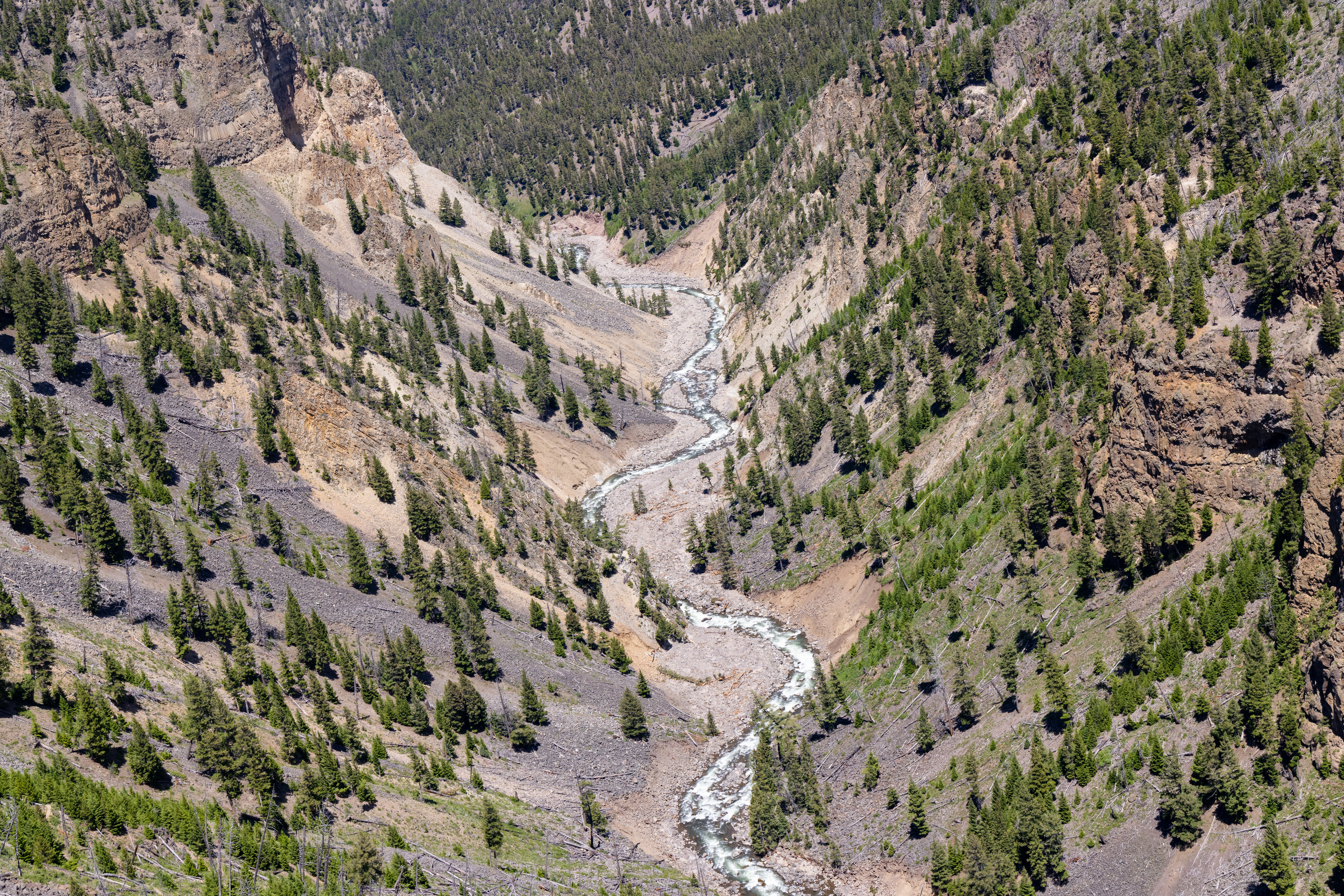
Gardner River unterhalb der Osprey Falls
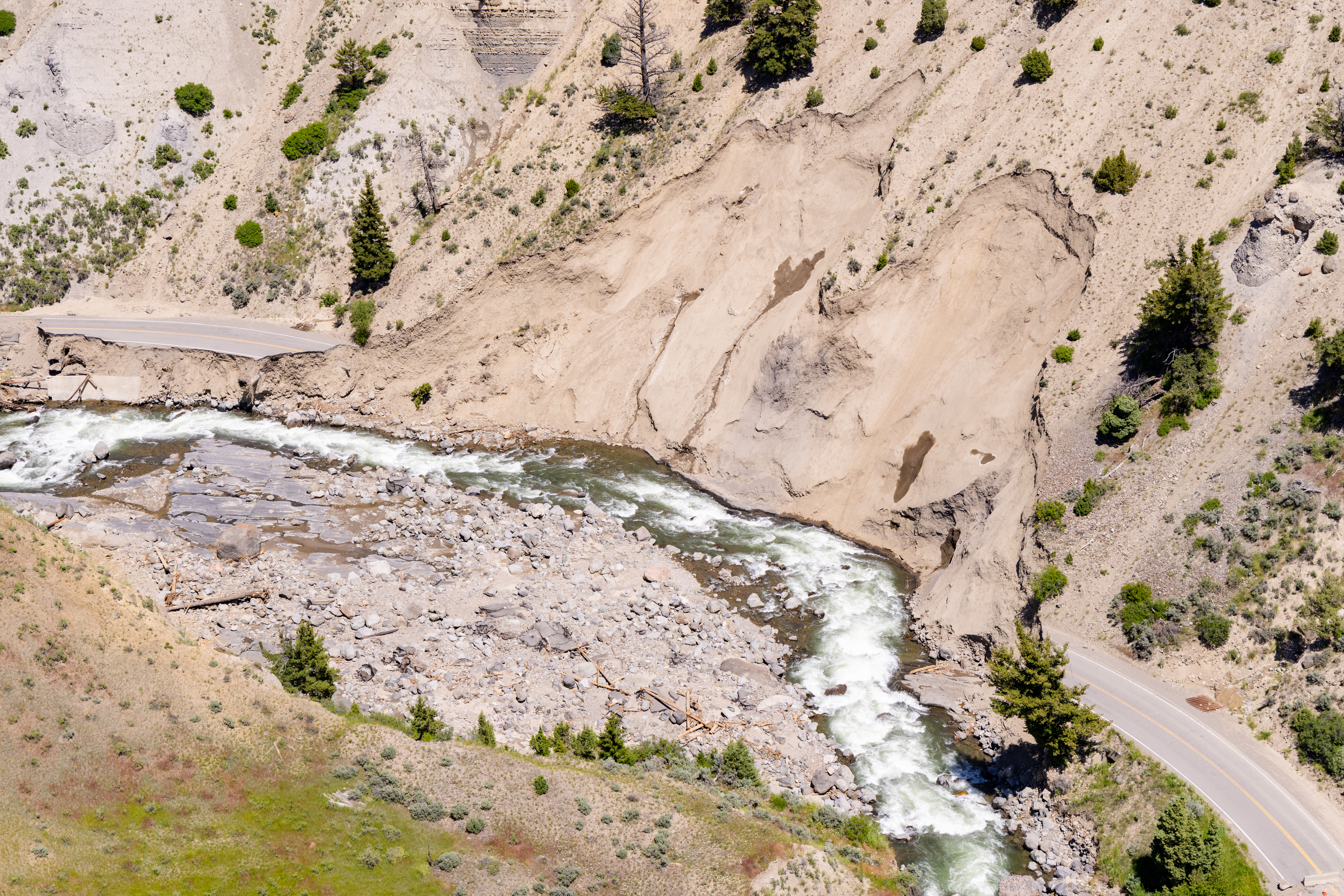
Straßenschäden am Gardner River während der Flutkatastrophe 2022

## Belege
1. ↑  , waterdata.com, abgerufen am 14. November 2021.
2. ↑  Gardner River. In: Geographic Names Information System. United States Geological Survey, United States Department of the Interior (englisch).
3. ↑  Naturalatlas: Gardner River. Abgerufen am 14. November 2021 (englisch).
4. ↑  USGS 06191000 Gardner River near Mammoth, YNP. Abgerufen am 25. April 2025.
5. ↑  Historic Yellowstone Photos. Archiviert vom Original am 23. Juli 2008; abgerufen am 14. November 2021.  Info: Der Archivlink wurde automatisch eingesetzt und noch nicht geprüft. Bitte prüfe Original- und Archivlink gemäß Anleitung und entferne dann diesen Hinweis.
6. ↑  Chittenden, Hiram Martin: The Yellowstone Park-Historical and Descriptive. Hrsg.: Stewart and Kidd Company Publishers. Cincinnati, OH 1918, S. 64.
7. ↑  Haines, Aubrey L.: Yellowstone Place Names-Mirrors of History. Hrsg.: University of Colorado Press. Niwot, Colorado 1996, ISBN 0-87081-383-8.
8. ↑  National Park Service: Catch a Fish - Yellowstone National Park (U.S. National Park Service). Abgerufen am 14. November 2021 (englisch).